# Hoplathemistus albofasciatus
Hoplathemistus albofasciatus är en skalbaggsart som först beskrevs av Aurivillius 1917.  Hoplathemistus albofasciatus ingår i släktet Hoplathemistus och familjen långhorningar. Inga underarter finns listade i Catalogue of Life.